# Roger Fisher
Roger Fisher (Seattle, 14 febbraio 1950) è un chitarrista e compositore statunitense conosciuto prevalentemente per aver fatto parte del gruppo Heart.

## Biografia
È stato il primo chitarrista della band statunitense, ed è rimasto nella formazione fino al 1980.

## Discografia

### Discografia solista
- Evolution, 2000
- All Told, 2016
- Heart of the Blues, 2018